# Orgibet
Orgibet település Franciaországban, Ariège megyében. Lakosainak száma 164 fő (2022. január 1.). Orgibet Augirein, Buzan, Illartein és Saint-Jean-du-Castillonnais községekkel határos.

## Népesség
A település népességének változása:
| Lakosok száma | 263  | 164  | 144  | 172  | 156  | 174  | 187  | 195  | 185  | 164  |
|               | 1968 | 1982 | 1990 | 2006 | 2013 | 2015 | 2017 | 2019 | 2020 | 2022 |